# Ники Пелегрино
Ники Пелегрино (на английски: Nicky Pellegrino) е британско-новозеландска журналистка и писателка, авторка на произведения в жанра чиклит и любовен роман.

## Биография и творчество
Родена е през 1964 г. в Ливърпул, Англия, в семейство на италианец и англичанка. Израства близо до Ливърпул и прекарва ваканции в Южна Италия.
След дипломирането си работи като журналист в развлекателни и женски списания в Лондон. Преселва се в Окланд през 1994 г., където е редакторка отначало пак в женски (включително булчинско) списания, а после във вестник. Работи като журналист на свободна практика и като колумнист във вестник „Herald on Sunday“ и списание „New Zealand Woman’s Weekly“.
Първият ѝ любовен роман, „Не тъгувай, Мария“, е публикуван през 2005 г. Като призрачен писател написва популярната автобиография на известната новозеландска актриса и телевизионна водеща Анджела Даодни.
На сватба в Нова Зеландия се запознава с бъдещия си съпруг Карн Биджил. Живее със семейството си в Окланд. Често посещава Италия, за да черпи вдъхновение за произведенията си.

## Произведения

### Самостоятелни романи
- Delicious (2005)
Не тъгувай, Мария, изд.: ИК „Бард“, София (2007), прев. Дора Радева
Италианско изкушение, изд.: „Санома Блясък България“, София (2013), прев. Дора Радева
- The Gypsy Tearoom (2007) – издаден и като „Summer At The Villa Rosa“
Лято във Вила Роза, изд.: „СББ Медиа“, София (2015), прев. Цветана Генчева
- The Italian Wedding (2009)
Италианска сватба, изд.: „Арт Етърнал Дистрибушън“, София (2014, 2016), прев. Мария Бенчева
- Recipe for Life (2010)
Рецепта за живот, изд.: „Санома Блясък България“, София (2012), прев. Теодора Давидова
- The Villa Girls (2011)
Летовничките, изд.: „Арт Етърнал Дистрибушън“, София (2015), прев. Весела Динолова
- When in Rome (2012)
Някъде в Рим, изд.: „СББ Медиа“, София (2014), прев. Цветана Генчева
- The Food of Love Cookery School (2013)
Школа по готварство Храна на любовта, изд.: „Арт Етърнал Дистрибушън“, София (2015), прев. Весела Динолова
- One Summer in Venice (2015)
- Under Italian Skies (2016)
Под небето на Италия, изд.: „Арт Етърнал Дистрибушън“, София (2017), прев. Володя Първанов
- A Year at Hotel Gondola (2018)
- Live Your Dream of Italy (2019)